# 園田賢
園田 賢（そのだ けん、1980年11月25日 - ）は、競技麻雀のプロ雀士。最高位戦日本プロ麻雀協会所属（A1リーグ在籍）。Mリーグ・赤坂ドリブンズのメンバー。

## 経歴
兵庫県神戸市に生まれる。小学生時代には神戸市立糀台小学校から途中転校し、神戸市立竹の台小学校に通う。灘中学校・高等学校に進学し、当時は卓球部に所属していた。また、中高時代にはミュージシャンを志していたものの、途中でその夢を諦めた。東京大学への進学を志していた浪人期間中、麻雀にのめり込み、雀荘でのアルバイトを始める。慶應義塾大学環境情報学部に進学することとなったが、麻雀への熱が収まらず留年を経て、同大学を卒業した。
高校時代の同級生である日本プロ麻雀協会所属のサイコロ太郎と共に麻雀店のオープニングスタッフとして働く。
就職活動を目前に控え、面接でのアピール材料として学生時代の趣味を活かそうと最高位戦日本プロ麻雀協会のプロテストを受験し、2003年に第28期後期会員としてプロ雀士となる。結果的には内定辞退したものの、雀士として大会に出場しつつ結婚・家庭事情のため就職し、会社に順応するため1年間の休会期間を設けた。同協会に復帰後、離婚・転職を経ながらもリーグ昇級を繰り返し、2017年には最高位決定戦で準優勝を果たした。2017年・18年と続けて麻雀駅伝にも出場し、園田の所属した最高位戦のチームは準優勝・優勝という成績を収めた。さらにチーム対抗のスリアロオールスターリーグにも出場し、所属チームのおじまご（園田の他、木原浩一、愛内よしえ）が連覇を果たした。
2018年に開始されたMリーグのチーム・赤坂ドリブンズからはドラフト1位指名を受け、競技麻雀における個人での獲得タイトルを持たない唯一のMリーガーとなった。園田の所属する赤坂ドリブンズはMリーグ2018レギュラーシーズンを4位で通過したものの、ファイナルシリーズの対局では他の3チームを捲る好調振りを見せ、初代王者の座を勝ち取った。2018年には個人としても第43期最高位決定戦に進出し、期首順位2位の成績を残した。その後、麻雀プロと会社員の二足のわらじを履いていた園田だったが、2019年末には対局に集中することを理由として年内での退社を発表した。

## 雀風・人物
雑誌『近代麻雀』による2019年の選手名鑑では、冷静さとスピードにおいて5点満点中5点の評価が与えられている。同誌の編集部によれば、「状況に応じて手を変える」など素直な手の進め方をしない雀風をとっており、「王道のリーチ・ブラフの仕掛けを巧みに使い分け、自分の有利な状況に持ち込むのが得意」と言及されている。園田自身は「河の作り方」に拘っており、雀聖アワーのライター・福山純生は「引き出しの多さが特長」と述べている。Mリーガーのなかでも鳴きが上手いとされており、園田の愛称・異名は「卓上の魔術師」（あるいは「魔法使い」「ウィザード」）、「麻雀賢者」など。
一方で「運のなさ」を言及される機会が少なくなく、Mリーグ参戦から長らく「裏3」（裏ドラ3枚）が乗ったことがないと言及していた。2023年5月15日に放送されたNHK「ドキュメント20min.」は、園田の運のなさを一つのテーマとしている。園田本人は「運は人に対してではなく過去の事象に対して使うもの」との見解を持っている。なお、Mリーグでの「裏3」は2025年1月21日開催の2024-25シーズン70日目第1試合東2局にて達成。参戦7年目にして自身初の「裏3」に、試合後インタビューでは「僕が7年間かけて大事に積み上げてきたアイデンティティなんですよ、裏3が乗らないというのは」とぼやく一幕もあった。
血液型はA型。趣味はカラオケ・飲酒。特技は表計算ソフトのExcelで、2024年には最高位戦の配信におけるテロップ出しシステム（待ち牌表示に加え、それまで放送・配信対局で出来なかった副露表示も行うもの）をExcel（のVBA）とPowerPointだけで構築した。尊敬する人物としてイチロー、好きな有名人として高田純次の名前を挙げている。
トークの上手さに定評がある。Mリーグの試合後インタビューでは勝敗に関わらず、笑いを交えつつも対局時の思考を披露し、「独演会」とも称される軽妙なトークでファンを楽しませている。園田曰く「基本的にはあまり麻雀が分かっていない方に対するメッセージを伝えたい」とのことで、話が長くなりがちなのが恒例である。そのため、インタビュアーの松本圭世にインタビューを打ち切られたり、果てはパブリックビューイングに参加した観客から「巻き」（＝急いで終わらせてくれ）の合図を出されたこともあった。

## Mリーグの戦績
2018年 ドラフト会議で赤坂ドリブンズから1位指名された。

### 通算成績
| シーズン | チーム         | 半荘 | 個人スコア | 個人スコア | 個人スコア | 最高スコア | 最高スコア | 4着回避率 | 4着回避率 | 連対率 | トップ率 | 平均 着順 | 1着 | 1.5 | 2着 | 2.5 | 3着 | 3.5 | 4着 | 参照   |
| シーズン | チーム         | 半荘 | Pt         | 順位       | 平均       | 点         | 順位       | 率        | 順位      | 連対率 | トップ率 | 平均 着順 | 1着 | 1.5 | 2着 | 2.5 | 3着 | 3.5 | 4着 | 参照   |
| -------- | -------------- | ---- | ---------- | ---------- | ---------- | ---------- | ---------- | --------- | --------- | ------ | -------- | --------- | --- | --- | --- | --- | --- | --- | --- | ------ |
| 2018-19  | 赤坂ドリブンズ | 31   | 123.2      | 6/21       | 4.0        | 52,400     | ――         | 0.71      | 13T/21    | 54.8%  | 35.5%    | 2.37      | 11  | 0   | 6   | 1   | 4   | 0   | 9   | [ 30 ] |
| 2019-20  | 赤坂ドリブンズ | 27   | ▲377.6     | 29/29      | ▲14.0      | 48,300     | 23/29      | 0.6667    | 25/29     | 33.3%  | 11.1%    | 2.89      | 3   | 0   | 6   | 0   | 9   | 0   | 9   | [ 31 ] |
| 2020-21  | 赤坂ドリブンズ | 28   | ▲28.7      | 16/30      | ▲1.0       | 53,000     | 20/30      | 0.6429    | 26/30     | 57.1%  | 25.0%    | 2.54      | 7   | 0   | 9   | 0   | 2   | 0   | 10  | [ 32 ] |
| 2021-22  | 赤坂ドリブンズ | 27   | ▲56.7      | 19/32      | ▲2.1       | 60,300     | 15/32      | 0.8148    | 9/32      | 51.9%  | 14.8%    | 2.52      | 4   | 0   | 10  | 0   | 8   | 0   | 5   | [ 33 ] |
| 2022-23  | 赤坂ドリブンズ | 35   | 262.1      | 4/32       | 7.5        | 84,100     | 3/32       | 0.8286    | 6/32      | 48.6%  | 34.3%    | 2.34      | 12  | 0   | 5   | 0   | 12  | 0   | 6   | [ 34 ] |
| 2023-24  | 赤坂ドリブンズ | 26   | 205.1      | 8/36       | 7.9        | 59,000     | 20/36      | 0.7692    | 16/36     | 61.5%  | 30.8%    | 2.31      | 8   | 0   | 8   | 0   | 4   | 0   | 6   | [ 35 ] |
| 2024-25  | 赤坂ドリブンズ | 27   | 398.6      | 3/36       | 14.8       | 75,200     | 6/36       | 0.8148    | 13/36     | 55.6%  | 37.0%    | 2.26      | 10  | 0   | 5   | 0   | 7   | 0   | 5   | [ 36 ] |
| 通算     | 通算           | 201  | 526.0      | 526.0      | 2.6        | 84,100     | 84,100     | 75.1%     | 75.1%     | 51.7%  | 27.4%    | 2.46      | 55  | 0   | 49  | 1   | 46  | 0   | 50  |        |

- 個人賞は規定打荘数（20半荘）以上の選手が対象
- 着順の1.5、2.5、3.5は1着同着、2着同着、3着同着
- 2019年シーズンから最高スコアが表彰対象に

| シーズン               | チーム                 | 半荘                   | 個人スコア             | 個人スコア             | 最高スコア             | 4着回避率              | 連対率                 | トップ率               | 平着                   | 1着                    | 1.5                    | 2着                    | 2.5                    | 3着                    | 3.5                    | 4着                    |                        |
| シーズン               | チーム                 | 半荘                   | Pt                     | 平均                   | 最高スコア             | 4着回避率              | 連対率                 | トップ率               | 平着                   | 1着                    | 1.5                    | 2着                    | 2.5                    | 3着                    | 3.5                    | 4着                    |                        |
| セミファイナルシリーズ | セミファイナルシリーズ | セミファイナルシリーズ | セミファイナルシリーズ | セミファイナルシリーズ | セミファイナルシリーズ | セミファイナルシリーズ | セミファイナルシリーズ | セミファイナルシリーズ | セミファイナルシリーズ | セミファイナルシリーズ | セミファイナルシリーズ | セミファイナルシリーズ | セミファイナルシリーズ | セミファイナルシリーズ | セミファイナルシリーズ | セミファイナルシリーズ | セミファイナルシリーズ |
| ---------------------- | ---------------------- | ---------------------- | ---------------------- | ---------------------- | ---------------------- | ---------------------- | ---------------------- | ---------------------- | ---------------------- | ---------------------- | ---------------------- | ---------------------- | ---------------------- | ---------------------- | ---------------------- | ---------------------- | ---------------------- |
| 2020-21                | 赤坂ドリブンズ         | 5                      | 52.3                   | 10.5                   | 61,800                 | 100%                   | 60.0%                  | 20.0%                  | 2.20                   | 1                      | 0                      | 2                      | 0                      | 2                      | 0                      | 0                      |                        |
| 2023-24                | 赤坂ドリブンズ         | 7                      | 58.6                   | 8.4                    | 72,100                 | 85.7%                  | 57.1%                  | 28.6%                  | 2.29                   | 2                      | 0                      | 2                      | 0                      | 2                      | 0                      | 1                      |                        |
| 2024-25                | 赤坂ドリブンズ         | 5                      | 0.5                    | 0.1                    | 36,200                 | 80.0%                  | 80.0%                  | 20.0%                  | 2.20                   | 1                      | 0                      | 3                      | 0                      | 0                      | 0                      | 1                      |                        |
| セミファイナル通算     | セミファイナル通算     | 17                     | 111.4                  | 6.6                    | 72,100                 | 88.2%                  | 64.7%                  | 23.5%                  | 2.24                   | 4                      | 0                      | 7                      | 0                      | 4                      | 0                      | 2                      |                        |
| ファイナルシリーズ     |                        |                        |                        |                        |                        |                        |                        |                        |                        |                        |                        |                        |                        |                        |                        |                        |                        |
| 2018-19                | 赤坂ドリブンズ         | 7                      | 97.5                   | 13.9                   | 54,500                 | 100%                   | 71.4%                  | 28.6%                  | 2.00                   | 2                      | 0                      | 3                      | 0                      | 2                      | 0                      | 0                      |                        |
| 2020-21                | 赤坂ドリブンズ         | 4                      | ▲116.6                 | ▲29.2                  | 28,800                 | 50.0%                  | 25.0%                  | 0%                     | 3.25                   | 0                      | 0                      | 1                      | 0                      | 1                      | 0                      | 2                      |                        |
| 2023-24                | 赤坂ドリブンズ         | 7                      | 214.5                  | 30.6                   | 57,000                 | 100%                   | 85.7%                  | 42.9%                  | 1.71                   | 3                      | 0                      | 3                      | 0                      | 1                      | 0                      | 0                      |                        |
| 2024-25                | 赤坂ドリブンズ         | 5                      | ▲40.1                  | ▲8.0                   | 35,900                 | 60.0%                  | 60.0%                  | 20.0%                  | 2.60                   | 1                      | 0                      | 2                      | 0                      | 0                      | 0                      | 2                      |                        |
| ファイナル通算         | ファイナル通算         | 23                     | 155.3                  | 6.8                    | 57,000                 | 82.6%                  | 65.2%                  | 26.1%                  | 2.26                   | 6                      | 0                      | 9                      | 0                      | 4                      | 0                      | 4                      |                        |
| ポストシーズン通算     | ポストシーズン通算     | 40                     | 266.7                  | 6.7                    | 72,100                 | 85.0%                  | 65.0%                  | 25.0%                  | 2.25                   | 10                     | 0                      | 16                     | 0                      | 8                      | 0                      | 6                      |                        |

## 獲得タイトル
団体タイトル
- The All Star League 2017・2018 優勝[11]
- 麻雀駅伝2018 優勝[10]
- Mリーグ2018 優勝[12]